# Sténose hypertrophique du pylore
 (septembre 2019).
Si vous disposez d'ouvrages ou d'articles de référence ou si vous connaissez des sites web de qualité traitant du thème abordé ici, merci de compléter l'article en donnant les références utiles à sa vérifiabilité et en les liant à la section « Notes et références ».
La sténose hypertrophique du pylore est une hypertrophie du sphincter du pylore qui obstrue l'accès au duodénum ce qui peut poser d'énormes soucis de l'estomac ce qui cause des vomissements isolés et elle peut directement aboutir à une intolérance alimentaire totale.